# Vonj kutin
Vonj kutin (srbohrvaško Miris dunja) je jugoslovanski romantično-dramski film iz leta 1982, ki ga je režiral Mirza Idrizović in zanj napisal tudi scenarij skupaj z Zukom Džumhurjem in Karlom Valtero. V glavnih vlogah nastopajo Mustafa Nadarević, Ljiljana Blagojević in Irfan Mensur. Zgodba prikazuje sarajevskega poslovneža, ki med drugo svetovno vojno obogati zaradi naklonjenosti nacistom, nato njegov propad povzroči ljubezen do judovske ženske. 
Film je bil premierno prikazan 30. junija 1982 v jugoslovanskih kinematografih in je naletel na dobre ocene kritikov. Na Puljskem filmskem festivalu je osvojil zlati areni za scenarij (Idrizović) in fotografijo (Danijel Šukalo). Na Mednarodnem filmskem festivalu v Moskvi je bil nominiran za zlato nagrado za najboljši film. Bil je jugoslovanski kandidat za oskarja za najboljši mednarodni celovečerni film na 55. podelitvi, toda ni prišel v ožji izbor.

## Vloge
- Mustafa Nadarević kot Mustafa
- Ljiljana Blagojević kot Luna
- Irfan Mensur kot Ibrahim
- Izet Hajdarhodžić kot Hamdibeg
- Nada Djurevska kot Azra
- Semka Sokolović-Bertok kot Esma
- Boro Stjepanović kot Alkalaj
- Špela Rozin kot Marija
- Branko Đurić kot por. Storm
- Zijah Sokolović kot Huso Mujagin